# 那須ゴルフ倶楽部
那須ゴルフ倶楽部（なすゴルフくらぶ）は、栃木県那須郡那須町にあるゴルフ場である。

## 概要
那須ゴルフ倶楽部は、那須連山の麓、標高900メートルに広がる、戦前に造られた歴史のあるゴルフ場である。那須高原の発展は、1926年（大正15年）に建設された御用邸に始まるといわれている。また、那須ゴルフ倶楽部は、「軽井沢ゴルフ倶楽部」とよく比較される、軽井沢ゴルフ倶楽部は「東京ゴルフ倶楽部」のメンバーが多く、那須ゴルフ倶楽部は「霞ヶ関カンツリー倶楽部」のメンバーが多いことから、霞ヶ関カンツリー倶楽部の別荘といわれた。そうしたことから、那須にもゴルフ場を造ろうとの動きが出始めたのが、1933年（昭和8年）で、それに答えたのが藤田欽哉だった。
1935年（昭和10年）7月、コースの工事に先立って、クラブハウスとロッジが開設された。1936年（昭和11年）7月5日、9ホール（現・インコース）が開場、翌年の1937年（昭和12年）7月10日、9ホール（現・アウトコース）が開場、計18ホールのゴルフ場が開場した。コース設計を行ったのは井上誠一で、戦前ということで着工以来3年の歳月を要した、自然の地形を生かした山岳コースである。その後、戦争が激しさを増し、1941年（昭和16年）4月、「東京ゴルフ倶楽部朝霞コース」は陸軍戦車隊用地として、「武蔵野カンツリー倶楽部六実コース」と「武蔵野カンツリー倶楽部藤ヶ谷コース」は陸軍飛行隊に、1942年（昭和17年）には「川奈ホテルゴルフコース」も戦傷者の療養施設として徴用された。那須ゴルフ倶楽部も日本ゴルフ協会からの自粛通達があり、社名を「那須山園株式会社」と名称変更された。そして、コースは陸軍の耕作修練場に徴用された。
全コースが再開されたのは、1949年（昭和24年）で、それまで放置されていた。1951年（昭和26年）、旧社名の「株式会社那須ゴルフ倶楽部」に戻り、更に1959年（昭和34年）8月、社団法人の認可を受けた。1957年（昭和32年）9月、那須生え抜きの小針春芳プロが、第22回 日本オープンゴルフ選手権競技大会で優勝した。コースの特徴は、ハザードのバンカー18個と池1つと少ないが、那須地方特有の強い風が吹くことである。名物ホールとしては、インコースの14番で、距離の短いミドルコースだが、正面には那須岳を望み、フェアウエイの中間にはセセラギが横断する素晴らしい景観のホールである。

## 所在地
〒325-0301 栃木県那須郡那須町大字湯本212番地

## コース情報
- 開場日 - 1936年7月5日
- 設計者 - 井上 誠一・藤田 欽哉
- コースタイプ - 山岳コース
- コース - 18ホールズ、パー72、6,548ヤード、コースレート72.0
- グリーン - 2グリーン、ベント（ペンクロス）
- プレースタイル - 歩いてのラウンド、全組キャディ付き
- 練習場 - 6打席 180ヤード
- 休場日 - 無休（11月下旬から4月中旬までの冬期間はクローズ）[4][5]

## ギャラリー
- コース - 「那須ゴルフ倶楽部」、コース俯瞰図
- ハウス - 「那須ゴルフ倶楽部」、施設概要

## 交通アクセス
鉄道
- JR東北新幹線 - 那須塩原駅よりタクシー利用
- JR東北本線 - 黒磯駅よりタクシー利用

道路
- 東北自動車道 - 那須ICより 14km 約15分[6]

## エピソード
- 霞ヶ関カンツリー倶楽部のプロゴルファーは、暑い夏の期間、那須に出かけ那須ゴルフ倶楽部で練習し、冬の寒い期間、那須ゴルフ倶楽部の小針春芳プロは、霞ヶ関カンツリー倶楽部で練習した[7]。
- 那須ゴルフ倶楽部のコース設計は、井上誠一と藤田欣哉の共同設計といわれているが、事実上は井上誠一のソロデザイン第1号である[7]。
- 山岳コースである山野の20万坪の用地は、高低差が大きく、モッコとツルハシだけで、地形の高いところから工事を開始して、余った土量を下に落としながら工事を進めた。約30メートルの打ち下ろしホールの16番ホール、パー3はその名残である[7]。
- 作家の獅子文六は、那須ゴルフ倶楽部が好きだった、「ゴルフだけならどこでもやれる。泊りがけでこの山奥にやってくるのは、クラブライフを楽しみたいからだ」と書いている[7]。
- 那須ゴルフ倶楽部は、コースが出来上がる前にクラブハウスとロッジを建てた、ゴルフよりゴルフライフなのである。戦前は、奥さんたちが家族会員になって、クラブハウスでお喋りを楽しんだ。現在でも、メンバーラウンジは夜10時でも賑わっている[7]。
- 古くは、夏季に、1番ホールと9番ホールの間で、メンバーの子ども達の運動会を行ったという記録が残っている[7]。

## 関連文献
- 『全国ゴルフ・コース案内 関東篇 第2集』、水谷準著、「那須ゴルフ倶楽部」、東京 ベースボール・マガジン社、1961年、2020年11月6日閲覧
- 『那須ゴルフ倶楽部要略』、「那須村 (栃木県) 那須ゴルフ那須ゴルフ倶楽部」、昭和、西澤忠著、東京 ダイヤモンド社、昭和、2020年11月6日閲覧
- 『週刊ダイヤモンド』、「Good Shot! 週刊ダイヤモンドが選んだ日本のベスト・コース150(18)第96位 那須ゴルフ倶楽部」、2002年9月14日、2020年11月6日閲覧
- 『ゴルフ場ガイド 東版』2006-2007、「那須ゴルフ倶楽部（栃木県）」、東京 ゴルフダイジェスト社、2006年5月、2020年11月6日閲覧
- 『美しい日本のゴルフコース BEAUTIFUL GOLF CULTURE IN JAPAN 日本のゴルフ110年記念 ゴルフは日本の新しい伝統文化である』、ゴルフダイジェスト社「美しい日本のゴルフコース」編纂委員会編、「那須ゴルフ倶楽部」、東京 ゴルフダイジェスト社、2013年12月、2020年11月6日閲覧